# Markery nowotworowe
Markery nowotworowe, znaczniki nowotworowe – specyficzne substancje obecne we krwi, moczu lub wycinkach tkanek pacjenta, których identyfikacja wymaga analiz wykraczających poza typowe analizy diagnostyczne używane w onkologii. Badanie ich rodzaju oraz stężenia ułatwia postawienie diagnozy, ocenę ryzyka i długookresowe monitorowanie stanu zdrowia chorego. Pomiar może być dokonany za pomocą różnorodnych technik, przystosowanych do badania próbek DNA, RNA, białek, całych komórek oraz tkanek. Antygen nowotworowy jest pojęciem bliskoznacznym, ale o węższym znaczeniu. O zmianach w przebiegu choroby nowotworowej świadczą również charakterystyczne odchylenia powszechnie stosowanych wskaźników.

## Zastosowania
Markery nowotworowe mogą być wytwarzane zarówno bezpośrednio przez komórki guza jak i przez komórki zdrowe, które w ten sposób odpowiadają na przebiegający w organizmie proces patofizjologiczny. Ich znaczenie w leczeniu nowotworów różni się w zależności od tego, jaka substancja jest rozważana. Można wyróżnić sześć podstawowych zastosowań:
- Określanie ryzyka (możliwość oszacowania indywidualnego prawdopodobieństwa rozwinięcia choroby nowotworowej)
- Badania przesiewowe (wykorzystanie w szeroko zakrojonych programach prewencji i wczesnego wykrywania raka)
- Diagnostyka różnicowa (swoistość tkankowa substancji ułatwia identyfikację choroby)
- Przewidywanie skutków terapii (wykrycie potencjalnych celów terapeutycznych)
- Prognoza (określenie szansy na wyleczenie i szacowanej długości trwania życia)
- Monitoring stanu zdrowia pacjenta (nagłe skoki stężenia związków świadczą np. o postępach choroby lub ryzyku nawrotu)

## Metodologia badań
Zgodnie z zasadami medycyny opartej na faktach (EBM) celowość użycia danego wskaźnika musi być potwierdzona wiarygodnymi badaniami klinicznymi. Eksperci z American Society of Clinical Oncology zaproponowali pięciopunktową skalę oceny wiarygodności metod diagnostycznych (tzw. LOE - levels of evidence), która spotkała się z ogólną akceptacją środowiska. Najważniejsze wnioski z tego opracowania przedstawiono poniżej.
Kryteria stosowalności markerów nowotworowych w praktyce klinicznej:
1. jasno sformułowany cel badania
2. wyraźna różnica pomiędzy wynikiem uznanym za negatywny a wynikiem pozytywnym
3. niebudząca wątpliwości zależność między wynikiem badania a przewidywanym zdarzeniem

Istnieje wiele zjawisk, które mogą przyczynić się do wypaczenia ostatecznego wskazania. Na świecie podejmuje się wiele starań, aby unikać takich wypadków:
- Aby uniknąć tzw. „efektu haka” (low/high dose hook effect), mogącego znacząco zaniżać ocenę parametru, przeprowadza się próby przy różnych rozcieńczeniach substratu
- Przy potrzebie wielokrotnego powtarzania tego samego badania u jednego pacjenta należy stosować za każdym razem identyczny zestaw odczynników. Umożliwia to przypisanie osobom unikalnego identyfikatora: w Ameryce tę rolę spełnia Social Security Number, a np. w Bahrajnie - Civil Personal Record (CPR).
- Zewnętrzne systemy oceny jakości dla pracowni laboratoryjnych umożliwiają utrzymanie jednakowych standardów wykonywania analiz. Dostępne są również specjalne przeliczniki, które umożliwiają porównanie wyników badania opisanego w różnych skalach.
- Istnieją reguły określające częstość wykonywania badań w zależności od stanu zdrowia chorego:
  - Co najmniej jednokrotne oznaczenie przed rozpoczęciem leczenia.
  - Po leczeniu radykalnym monitorowanie przez pierwsze 3 lata co 2-3 miesiące; po tym okresie co 6 miesięcy.
  - W przypadku stwierdzenia wzrostu miana określonych markerów, monitorowanie powinno być dokonywane co 2–4 tygodnie, a nawet częściej.
  - W czasie chemioterapii oznaczenie powinno dokonywać się przed każdym kursem leczenia oraz w przypadku zmiany metody leczenia, przed jej dokonaniem.
  - W czasie radioterapii – w połowie leczenia oraz po jego zakończeniu.

## Farmakogenomika
Farmakogenomika to dział nauki z pogranicza farmakologii i genetyki zajmujący się badaniem wpływu genomu danej osoby na reakcję organizmu przy podaniu określonego leku. Polimorfizm genów osobnika może predysponować (bądź stanowić przeciwwskazanie) do konkretnej terapii antynowotworowej, z powodu różnic w metabolizmie substancji chemicznych. Najbardziej znane przykłady zależności izozym-efekt terapeutyczny to:
- dehydrogenaza dihydropirymidynowa – usuwanie 5-fluorouracylu (zagrażająca życiu toksyczność leku u pewnych homozygot)
- CYP 2D6 – aktywacja tamoksyfenu (homozygoty względem pewnej mutacji nie wytwarzają jednej z form aktywnych leku – endoksyfenu)
- UDP glukuronozylotransferaza 1A1 – metabolizm irynotekanu (podwyższona toksyczność u homozygotycznych mutantów)

Oceny alleli obecnych u pacjenta (np. za pomocą technologii mikromacierzy) może być w przyszłości ważnym kryterium doboru leczenia onkologicznego (przykład: terapia raka piersi). Pole zainteresowania farmakogenomiki sytuuje się pomiędzy typowym wykorzystaniem markerów a klasycznymi badaniami genetycznymi.

## Krytyka
Swoistość i czułość markerów jest bardzo różna; stosunkowo mała ilość została uznana za w pełni wiarygodne i pewne źródło wiedzy o chorobie (stopień 1-2 w klasyfikacji LOE). Do tego nielicznego grona należą m.in. testy na receptory ER i HER2 w wypadku raka piersi. Studiowanie właściwości markerów nowotworowych jest prężnie rozwijającą się dyscypliną medyczną; zapewne w niedługim czasie nastąpi wiele zmian w wytycznych dot. prowadzenia terapii i nowych odkryć na tym polu. Niemniej w tym momencie istnieje szereg poważniejszych wątpliwości, które można odnieść do większości istniejących testów:
- Prawidłowe stężenie markera nie wyklucza obecności nowotworu (zmienność osobnicza poziomu wyjściowego).
- Umiarkowane podwyższenie markerów (szczególnie pochodzenia tkankowego) występuje w chorobach nienowotworowych.
- Oznaczanie markerów ma znaczenie pomocnicze i nie może zastąpić pełnego badania klinicznego.
- Na właściwe wnioski pozwalają jedynie stężenia markerów wykonywane seryjnie w określonych odstępach czasu i w tych samych warunkach testowania.

## Przegląd markerów nowotworowych
| Marker                                            | Nowotwór | Komentarz |
| ------------------------------------------------- | --- | --- |
| CEA                                               | Rak jelita grubego (głównie), rak wątrobowokomórkowy, rak trzustki, rak żołądka, rak płuca, rak sutka, rak rdzeniasty tarczycy, rak szyjki macicy, rak prostaty, rak pęcherza moczowego | Podwyższony poziomu obserwuje się w marskości wątroby, u palaczy i przewlekłych procesach zapalnych. Oznaczany w przebiegu raka jelita grubego. |
| AFP                                               | Rak wątrobowokomórkowy, nienasieniakowe guzy jądra, niewielki wzrost w nowotworach żołądka i jelit                                                                                      | Podwyższony poziom możliwy w różnych schorzeniach wątroby |
| β-hCG                                             | Choriocarcinoma, guzy zarodkowe jądra, neuroblastoma, nephroblastoma | Diagnoza wymienionych nowotworów |
| NSE                                               | Rak drobnokomórkowy płuca, neuroblastoma | Wykorzystywany czasem przy stawianiu diagnozy; są jednak inne, pewniejsze metody |
| PSA                                               | Rak gruczołu krokowego | Antygen swoisty narządowo, ale występujący w różnych schorzeniach prostaty. Przydatny w monitorowaniu postępów choroby. |
| CA 15-3                                           | Rak sutka | Marker stosunkowo mało czuły i nieswoisty |
| CA 19-9                                           | Nowotwory trzustki i dróg żółciowych, rak jelita | Mało swoisty |
| CA 125                                            | Rak jajnika, rzadziej rak nerki, płuca | Inne przyczyny: stany zapalne w miednicy mniejszej, endometrioza, ciąża, u osób zdrowych - zmienność osobnicza |
| ER i PgR                                          | Rak piersi | Bardzo istotne wskaźniki, określające zasadność hormonoterapii |
| HER2                                              | Rak piersi | Bardzo istony; rozstrzyga o zasadności terapii trastuzumabem i lapatinibem. |
| TdT                                               | Ostra białaczka limfoblastyczna | Diagnoza przy białaczkach wywodzących się z limfocytów B. |
| uPA i PAI-1                                       | Rak piersi | Pewna wskazówka w ustalaniu prognozy świeżo zdiagnozowanych przypadków bez przerzutów do węzłów chłonnych |
| CA 72-4                                           | Rak żołądka, rak piersi, rak jelita grubego | Używany do wykrywania nawrotów raka żołądka; potencjalny cel dla leków: anatumomabu i minretumomabu. |
| Antygen Thomsena-Friedenreicha                    | Rak piersi, rak żołądka | Poliglikan pozostający w sferze zainteresowania naukowców; w zdrowych komórkach zasłonięty resztami kwasu sjalowego, ujawnia się w 90% nowotworów złośliwych. Za stymulację wytwarzania przeciwciał anty-T w zdrowych komórkach odpowiedzialna jest flora bakteryjna jelita. Możliwe zastosowanie w stawianiu prognozy (prawdopodobieństwo przerzutów) - jedną z funkcji antygenów jest wspomaganie adhezji. Potencjalny cel terapeutyczny. |
| Ras                                               | Rak jelita grubego | Brak wystarczającej dokumentacji naukowej. |
| NMP22                                             | Rak pęcherza moczowego | Brak wystarczającej dokumentacji naukowej; większą specyficzność posiada badanie cytologiczne |
| Cyfra 21-1                                        | Rak niedrobnokomórkowy płuca (głównie), rak żołądka, rak przełyku | Fragment cytokeratyny 19; niewielka użyteczność kliniczna - podwyższony poziom w przebiegu wielu chorób miąższu płuc; ew. monitorowanie przebiegu |
| Białko Bence'a-Jonesa                             | Szpiczak mnogi | Wykorzystywane przy stawianiu odpowiedniej diagnozy |
| Markery proliferacyjne i białka cyklu komórkowego | Rak piersi, rak jelita grubego | Zaliczamy do nich m.in. białka Ki67, cyklinę D, cyklinę E, p27, p21, kinazę tymidynową, topoizomerazę II, p53/abp53 oraz katepsynę D. Wszystkie nie posiadają należytej dokumentacji naukowej. |
| 18q-LOH/DCC                                       | Rak jelita grubego | Brak zasadności dokonywania analiz cytogenetycznych i badań immunohistochemicznych samego białka DCC |
| Tumor M2-PK                                       | Polipy i rak jelita grubego, rak sutka, rak nerki, rak płuca, rak trzustki, rak przełyku, rak żołądka, rak szyjki macicy, rak jajnika, rak gruczołu krokowego                           | W badaniach klinicznych. Także w połączeniu z innymi markerami. |

## Odchylenia w typowych badaniach laboratoryjnych wskazujące na proces nowotworowy
Choroby nowotworowe to rodzina ponad 100 różnorodnych schorzeń, które potrafią znacząco wpływać na funkcjonowanie organizmu jako całości. Z tego względu wyniki badań diagnostycznych (tutaj w szczególności: badań krwi) odzwierciedlają rozmiar tych zmian. Wyszczególnione analizy, ze względu na brak specyficzności i pośredni charakter dostarczanego dowodu, nie mogą być użyte do potwierdzenia raz postawionej diagnozy. Ich właściwa interpretacja musi opierać się na dogłębnej znajomości procesów fizjologicznych, które obrazują.
| Substancja/ zjawisko                             | Znaczenie |
| ------------------------------------------------ | --- |
| Beta-2-mikroglobulina                            | Wzrost w przebiegu chłoniaków złośliwych. |
| Białko C-reaktywne (CRP)                         | Wskaźnik procesu zapalnego, również wywołanego chorobą nowotworową lub autoimmunologiczną. |
| Cholesterol                                      | Często - stężenie poniżej normy. |
| Dehydrogenaza mleczanowa (LDH)                   | Nieswoisty wskaźnik nowotworów o agresywnym przebiegu. Negatywny czynnik prognostyczny w chorobach układowych (chłoniaki złośliwe, białaczki). Interpretacja zależy on rodzaju oznaczanego izoenzymu.                                                                                             |
| Fibrynogen                                       | Zwiększone stężenie w przebiegu niektórych nowotworów; zmniejszone w wypadku uszkodzeń wątroby i DIC. |
| Fosfataza kwaśna (PSAP)                          | Podwyższony u 50% chorych na raka gruczołu krokowego. |
| Fosfataza zasadowa                               | Zwiększone stężenie w patologiach wątroby (np. przerzuty nowotworowe) oraz układu kostnego (pierwotne nowotwory kości i przerzuty tam zlokalizowane). Wzrost również w wypadku cholestazy i zespołu paraneoplastycznego.                                                                          |
| Gamma-glutamylotranspeptydaza (GGTP)             | Wzrost: patologie wątroby, szczególnie przy cholestazie. |
| Glukoza                                          | Hipoglikemia może być objawem wyspiaka trzustki lub pierwotnego nowotworu wątroby |
| Immunoglobuliny                                  | Diagnostyka szpiczaka mnogiego - patrz: proteinogram |
| Kalcytonina                                      | Marker raka rdzeniastego tarczycy |
| Katecholaminy                                    | Wydzielane nadmiernie przez guzy chromochłonne |
| Krzepnięcie krwi                                 | Zaburzenia krzepnięcia to najczęstsze powikłanie choroby nowotworowej. Guzy lite sprzyjają powstawaniu zatorów i wykrzepianiu wewnątrznaczyniowemu. Białaczki i chłoniaki mogą powodować trombocytopenię i oraz inne zmiany patofizjologiczne.                                                    |
| Kwas moczowy                                     | Pomaga w wykryciu białaczek i zespołu ostrej lizy guza |
| Morfologia krwi                                  | Erytrocytoza wskazuje na choroby proliferacyjne szpiku, raka wątroby i nerki. Leukopenia występuje w wypadku różnych chłoniaków, w ziarnicy złośliwej oraz grasiczaka. |
| OB                                               | Niespecyficzny wskaźnik procesu zapalnego; szczególnie wysokie wartości m.in. w wypadku szpiczaka mnogiego i makroglobulinemii Waldenströma |
| Proteinogram (zmiany w poszczególnych frakcjach) | Hipoproteinemia może być oznaką kacheksji lub obfitego krwawienia; wzrost frakcji beta/gamma-globulin notuje się w paraproteinemiacd lub w przebiegu zespołu paraneoplastycznego. |
| Sód                                              | Hiponatremia to konsekwencja biegunek, wymiotów i masywnych obrzęków ciała. Rakowi drobnokomórkowemu płuca i nowotworom mózgu towarzyszy często zespół nieprawidłowego wydzielania hormonu antydiuretycznego (SIADH); zatrzymanie nadmiernych ilości wody wpływa na spadek stężenia elektrolitów. |
| Tyreoglobulina                                   | Uznany marker raka pęcherzykowego i brodawkowego tarczycy |
| Wapń                                             | Hiperkalcemia jest najczęstszym zaburzeniem metabolicznym w chorobach nowotworowych. Objaw obecny szczególnie w raku piersi, szpiczaku mnogim, raku płuc, jelita grubego i prostaty. |
| Żelazo                                           | W wypadku niedokrwistości należy ustalić przyczynę, którą może być choroba nowotworowa. Krwawienie wewnętrzne, hipersyderemia, anemia hemolityczna to niektóre z jej prawdopodobnych objawów. |